# Mario Winans
Mario Winans, nome d'arte di Mario Brown (Orangeburg, 29 agosto 1974), è un cantante e produttore discografico statunitense.

## Biografia
A metà anni novanta, Winans ottiene un contratto con la casa discografica di Dallas Austin Rowdy Records. I suoi primi lavori sono delle collaborazioni in alcune canzoni di R. Kelly nel 1995, a cui seguono altri lavori con la Pebbles (Are You Ready?) ed i 98 Degrees.
Winans pubblica il suo primo album Story of My Heart nel 1997. Il singolo "Don't Know" ottiene un discreto successo, tuttavia l'album non entra neppure in classifica. In seguito Winans collaborerà con P. Diddy ed il suo gruppo della Bad Boy Records.
Winans registra il suo secondo album negli anni 2001, 2002, e 2003, nei ritagli di tempo che riesce a ricavarsi fra un impegno e l'altro. In questi anni, Winans infatti collabora con Destiny's Child, Mary J. Blige, Whitney Houston, Jennifer Lopez, Ice Cube, Tamia, e Brian McKnight. Il nuovo album Hurt No More esce il 20 aprile 2004. Temi portanti dell'album sono l'amore ed il tradimento. L'album ottiene un favorevole riscontro di pubblico, e soprattutto il singolo I Don't Wanna Know arriva ai vertici delle classifiche di Stati Uniti, Europa ed Australia.
In seguito Winans è apparso nel nuovo album di Diddy Press Play, dove ha scritto, prodotto e cantato "Through The Pain (She Told Me)". Inoltre è stato pubblicato il singolo "Last Night" con Keyshia Cole, che anticipa il nuovo album "Love: It's Only Fair" previsto per il 2008. Nel luglio 2009 Mario Winans ed altri cantanti famosi compongono una canzone come tributo a Michael Jackson; il titolo della canzone è 01 The Game Better On The Otherside Mario Winans feat P.Diddy- Cris Brown

## Discografia
| Anno | Album                | Posizione in classifica | Posizione in classifica | Certificazione                      |
| Anno | Album                | U.S.                    | U.S. R&B                | Certificazione                      |
| ---- | -------------------- | ----------------------- | ----------------------- | ----------------------------------- |
| 1997 | Story of My Heart    | -                       | -                       | (148,034 copie vendute)             |
| 2004 | Hurt No More         | 2                       | 1                       | Disco d'oro (580,000 copie vendute) |
| 2008 | Love: It's Only Fair | TBA                     | TBA                     | N/A                                 |